# La Majada (Chile)
La Majada es una localidad chilena ubicada en la Provincia del Huasco, Región de Atacama. De acuerdo a su población es una entidad que tiene el rango de  caserío. Se ubica en el Valle de El Carmen.

## Historia
Esta localidad ubicada en el Valle del Carmen, se desarrolló en torno al antiguo camino que unía a San Félix con Alto del Carmen, su origen y nombre se debe a la actividad de ganadería caprina que aún se desarrolla en esta comuna, aunque esta localidad tiene actualmente una actividad eminentemente agrícola.
Formaba parte de las múltiples localidades rurales situadas junto al Camino del Rey, hoy llamado Ruta de Los Españoles.
En 1899 esta localidad se llamaba Las Majadas.

Majadas (Las).- Cortos espacios de terrenos cultivados, que se hallan en el departamento de Vallenar en el valle del riachuelo del Carmen cercanos al O. de la aldea de San Félix.
 Francisco Astaburuaga, 1899

## Turismo
La localidad de La Majada se encuentra muy próxima a un paraje denominado El Fuerte, un sitio de relativo aislamiento gracias a que se ubica en la banda norte del Río El Carmen y con desfiladeros en la ladera del cerro. Estas características según la tradición oral permitieron a los conquistadores españoles refugiarse de los ataques de los indígenas del valle.
Las localidades más próximas a La Majada son Crucecita y Los Canales.

## Accesibilidad y transporte
La localidad de La Majada se encuentra ubicada a 20 kilómetros de Alto del Carmen a través de la Ruta C-489 y 4,4 km San Félix.
Existe transporte público diario a través de buses de rurales desde el terminar rural del Centro de Servicios de la Comuna de Alto del Carmen, ubicado en calle Marañón 1289, Vallenar.
Si viaja en vehículo propio, no olvide cargar suficiente combustible en Vallenar antes de partir. No existen puntos de venta de combustible en la comuna de Alto del Carmen.
A pesar de la distancia, es necesario considerar un tiempo mayor de viaje, debido a que la velocidad de viaje esta limitada por el diseño del camino. Se sugiere hacer una parada de descanso en el poblado de Alto del Carmen para hacer más grato su viaje.
El camino es transitable durante todo el año, sin embargo es necesario tomar precauciones en caso de eventuales lluvias en invierno.

## Alojamiento y alimentación
En la comuna de Alto del Carmen existen pocos servicios de alojamiento formales, es posible encontrar en el poblado de Alto del Carmen, se recomienda hacer una reserva con anticipación.
En las proximidades a La Majada no hay servicios de campin, sin embargo se puede encontrar algunos puntos rurales con facilidades para los campistas en Crucecita y  Los Canales.
Los servicios de alimentación son escasos, existiendo en Alto del Carmen,  Retamo y  San Félix algunos restaurantes.
En muchos poblados hay pequeños almacenes que pueden facilitar la adquisición de productos básicos durante su visita.
Hoy en el año 2020 encontramos el campin y cabañas Doña Florentina ubicado en La Majada además de cabaña Borde Río.
Fono +56991954601.

## Salud, conectividad y seguridad
La localidad de La Majada cuenta con servicios de agua potable rural, electricidad y alumbrado público.
En el sector del puente de La Majada, existe una estación fluviométrica de la Dirección General de Aguas en el Río El Carmen con datos desde el año 1988 a la fecha.
En Alto del Carmen y  San Félix se encuentran localizados un Retenes de Carabineros de Chile y Postas Rurales dependientes del Municipio de Alto del Carmen.
En La Majada, no hay servicio de teléfonos públicos rurales, sin embargo existe señal para teléfonos celulares.
El Municipio de Alto del Carmen cuenta con una red de radio VHF en toda la comuna en caso de emergencias.
En el poblado no hay servicio de cajeros automáticos, por lo que se sugiere tomar precauciones antes del viaje. Sin embargo, en Retamo y San Félix existen almacenes con servicio de Caja Vecina.